# Francis Burton Craige

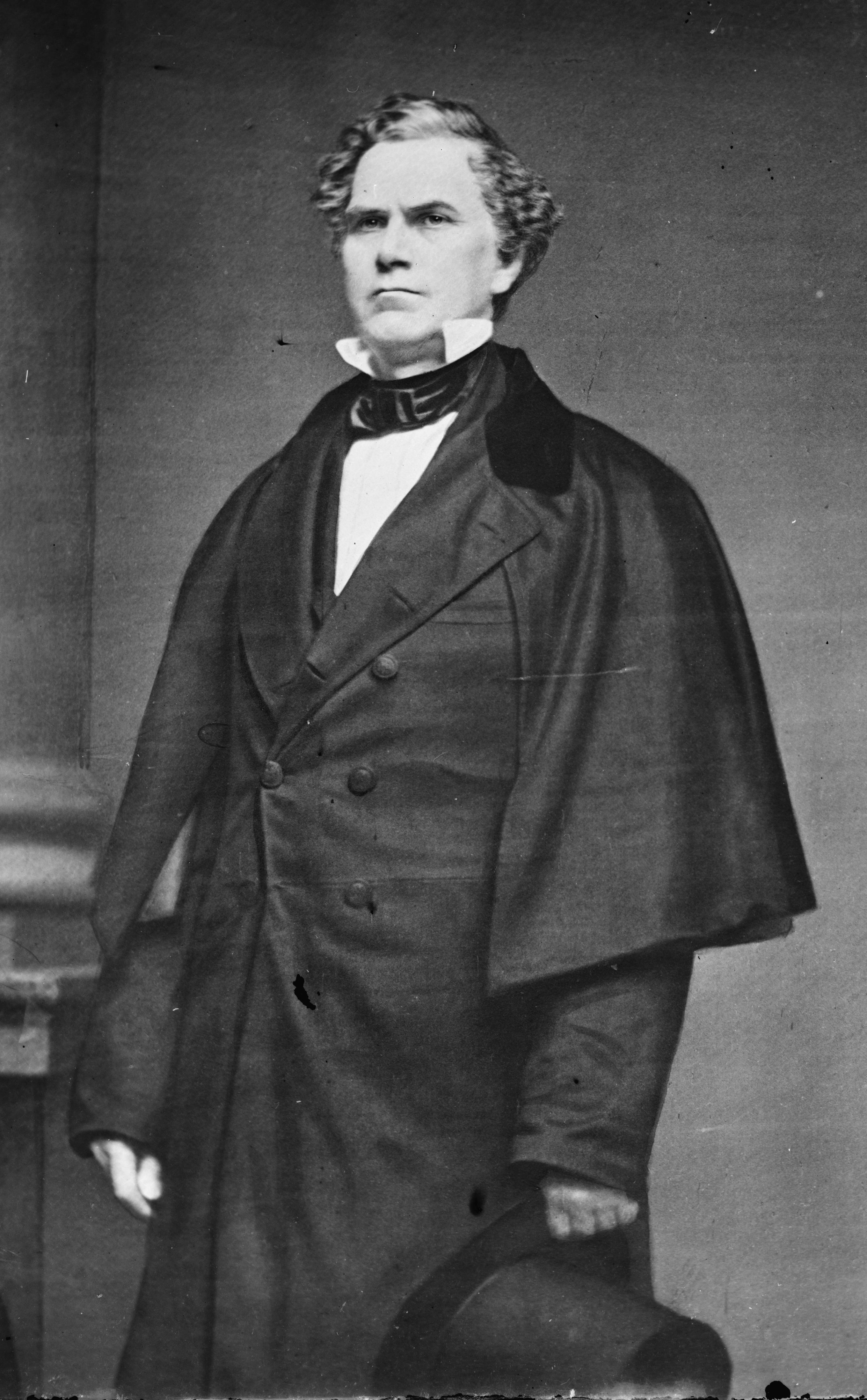
Francis Burton Craige

Francis Burton Craige (* 13. März 1811 bei Salisbury, Rowan County, North Carolina; † 30. Dezember 1875 in Concord, North Carolina) war ein US-amerikanischer Politiker. Er vertrat North Carolina als Abgeordneter im US-Repräsentantenhaus und später als Delegierter im Konföderiertenkongress.

## Werdegang
Francis Craige besuchte eine Privatschule in Salisbury und promovierte 1829 an der University of North Carolina in Chapel Hill. Zwischen 1829 und 1831 war er Redakteur und Eigentümer der Western Carolinian. Danach nahm er ein Jurastudium auf. 1832 wurde er als Anwalt zugelassen und eröffnete eine Praxis in Salisbury.
Er war von 1832 bis 1834 einer der letzten Bezirksvertreter im Repräsentantenhaus. Sein politischer Werdegang führte ihn später in den Kongress der Vereinigten Staaten. Er wurde als Demokrat in den 33. und die drei nachfolgenden Kongresse gewählt. Craige übte seine Tätigkeit in Washington, D.C. vom 4. März 1853 bis zum 3. März 1861 aus. In dieser Zeit war er Vorsitzender des Committee on Public Buildings and Grounds (33. Kongress).
1861 nahm er als Delegierter am Sezessionskonvent seines Staates teil und führte die Sezessionsversammlung an, welche die Abspaltung annahm. Ferner war er Delegierter zum provisorischen Konföderiertenkongress im Juli 1861 in Richmond.
Francis Craige starb am 30. Dezember 1875 in Concord. Er wurde auf dem Old English Cemetery in Salisbury beigesetzt.